# ÷ (Album)
÷ (Aussprache: Divide) ist das dritte Studioalbum des britischen Sängers Ed Sheeran. Es erschien am 3. März 2017 unter den Labels Asylum Records und Atlantic Records.

## Hintergrund

### Shape of You
Shape of You wurde von Sheeran gemeinsam mit Johnny McDaid und Steve Mac geschrieben. Ursprünglich wurde der Song für die Sängerin Rihanna verfasst, jedoch entschieden sich Sheeran, McDaid und Mac noch während der Entstehung des Lieds dazu, es stattdessen von Sheeran aufführen zu lassen. Da der Rhythmus des Lieds Ähnlichkeiten zum Song No Scrubs der Band TLC aufweist, werden die Autoren von No Scrubs, nämlich Kandi Burruss, Tameka Cottle und Kevin Briggs, als Ko-Autoren von Shape of You aufgeführt.

### Galway Girl
Das Lied Galway Girl schrieb Sheeran gemeinsam mit der irischen Band Beoga. In Galway Girl finden sich Auszüge aus dem Beoga-Stück Minute 5 von deren Album how to tune a fish (2011) wieder. Die Zeile „She played the fiddle in an Irish band“ (dt.: Sie spielte die Fiddle in einer irischen Band) bezieht sich auf die Fiddle-Spielerin von Beoga, Niamh Dunne. Der Rest des Lieds ist jedoch erfunden.

### Castle on the Hill
Beim Song Castle on the Hill singt Sheeran von seiner Heimatstadt Framlingham in Suffolk. Mit dem „castle on the hill“ ist das dort stehende Framlingham Castle gemeint.

## Titelliste
| #  | Titel                          | Autor(en) | Produzent(en)                       | Länge | Anmerkung                      |
| -- | ------------------------------ | --- | ----------------------------------- | ----- | ------------------------------ |
| 1  | Eraser                         | Ed Sheeran, Johnny McDaid                                                                                           | Johnny McDaid                       | 3:47  |                                |
| 2  | Castle on the Hill             | Ed Sheeran, Benjamin Levin                                                                                          | Benny Blanco, Ed Sheeran            | 4:21  |                                |
| 3  | Dive                           | Ed Sheeran, Benjamin Levin, Julia Michaels                                                                          | Benny Blanco                        | 3:58  |                                |
| 4  | Shape of You                   | Ed Sheeran, Johnny McDaid, Steve Mac, Kandi Burruss, Tameka Cottle, Kevin Briggs                                    | Steve Mac                           | 3:53  |                                |
| 5  | Perfect                        | Ed Sheeran | Will Hicks, Ed Sheeran              | 4:23  |                                |
| 6  | Galway Girl                    | Ed Sheeran, Foy Vance, Johnny McDaid, Amy Wadge, Eamon Murray, Niamh Dunne, Liam Bradley, Damian McKee, Sean Graham | Mike Elizondo                       | 2:50  |                                |
| 7  | Happier                        | Ed Sheeran, Benjamin Levin, Ryan Tedder                                                                             | Benny Blanco                        | 3:27  |                                |
| 8  | New Man                        | Ed Sheeran, Benjamin Levin, Jessie Ware, Ammar Malik                                                                | Benny Blanco                        | 3:09  |                                |
| 9  | Hearts Don’t Break Around Here | Ed Sheeran, Johnny McDaid                                                                                           | Ed Sheeran                          | 4:08  |                                |
| 10 | What Do I Know?                | Ed Sheeran, Voy Vance, Johnny McDaid                                                                                | Johnny McDaid, Ed Sheeran           | 3:57  |                                |
| 11 | How Would You Feel (Paean)     | Ed Sheeran | Ed Sheeran                          | 4:40  |                                |
| 12 | Supermarket Flowers            | Ed Sheeran, Benjamin Levin, Johnny McDaid                                                                           | Benny Blanco, Johnny McDaid         | 3:41  |                                |
| 13 | Barcelona                      | Ed Sheeran, Amy Wadge, Benjamin Levin, Foy Vance, Johnny McDaid                                                     | Benny Blanco, Ed Sheeran            | 3:11  | Bonus-Titel der Deluxe Edition |
| 14 | Bibia Be Ye Ye                 | Ed Sheeran, Benjamin Levin, Joseph Addison, Nana Richard Abiona, Stephen Woode                                      | Benny Blanco, KillBeatz, Ed Sheeran | 2:56  | Bonus-Titel der Deluxe Edition |
| 15 | Nancy Mulligan                 | Ed Sheeran, Amy Wadge, Foy Vance, Johnny McDaid, Murray Cummings, Benjamin Levin                                    | Benny Blanco, Ed Sheeran            | 2:59  | Bonus-Titel der Deluxe Edition |
| 16 | Save Myself                    | Ed Sheeran, Amy Wadge, Timothy McKenzie                                                                             | Labrinth, Ed Sheeran                | 4:07  | Bonus-Titel der Deluxe Edition |

## Kommerzieller Erfolg

### Chartplatzierungen
Das Album stieg in mehr als 20 Ländern auf Platz eins der Albumcharts ein. Im Vereinigten Königreich, dem Heimatland Sheerans, verkaufte sich das Album innerhalb der ersten Woche mehr als 670.000 Mal. Damit ist es nach Adeles 25 (800.307 Verkäufe in der ersten Woche) und Oasis’ Be Here Now (696.000 Verkäufe in der ersten Woche) das sich am schnellsten verkaufende Album des Landes.
In Deutschland schaffte Sheeran es, mit zwei Singles gleichzeitig auf den Top-Positionen der Charts einzusteigen, was bis dato noch nie in der Geschichte der Deutschen Musikcharts, welche seit 1953 veröffentlicht werden, geschehen war. Der Brite schaffte es zum Einstieg neben Shape of You auch mit Castle on the Hill auf Platz zwei. Für Ed Sheeran ist es der erste Nummer-eins-Hit in Deutschland. Der britische Autor Steve Mac, welcher bei der Entstehung beider Songs beteiligt war, schaffte es erstmals in Deutschland, sich selbst von der Spitze der Charts zu vertreiben.
| ChartsChartplatzierungen       | Höchstplatzierung | Wochen |
| ------------------------------ | ----------------- | ------ |
| Deutschland (GfK)              | 1 (… Wo.)         | …      |
| Österreich (Ö3)                | 1 (386 Wo.)       | 386    |
| Schweiz (IFPI)                 | 1 (… Wo.)         | …      |
| Vereinigte Staaten (Billboard) | 1 (375 Wo.)       | 375    |
| Vereinigtes Königreich (OCC)   | 1 (… Wo.)         | …      |

| ChartsJahrescharts (2017)      | Platzierung |
| ------------------------------ | ----------- |
| Deutschland (GfK)              | 2           |
| Österreich (Ö3)                | 2           |
| Schweiz (IFPI)                 | 1           |
| Vereinigte Staaten (Billboard) | 4           |
| Vereinigtes Königreich (OCC)   | 1           |

| ChartsJahrescharts (2018)      | Platzierung |
| ------------------------------ | ----------- |
| Deutschland (GfK)              | 5           |
| Österreich (Ö3)                | 2           |
| Schweiz (IFPI)                 | 2           |
| Vereinigte Staaten (Billboard) | 5           |
| Vereinigtes Königreich (OCC)   | 3           |

| ChartsJahrescharts (2019)      | Platzierung |
| ------------------------------ | ----------- |
| Deutschland (GfK)              | 58          |
| Österreich (Ö3)                | 29          |
| Schweiz (IFPI)                 | 14          |
| Vereinigte Staaten (Billboard) | 31          |
| Vereinigtes Königreich (OCC)   | 11          |

| ChartsJahrescharts (2020)      | Platzierung |
| ------------------------------ | ----------- |
| Österreich (Ö3)                | 39          |
| Schweiz (IFPI)                 | 40          |
| Vereinigte Staaten (Billboard) | 65          |
| Vereinigtes Königreich (OCC)   | 13          |

| ChartsJahrescharts (2021)      | Platzierung |
| ------------------------------ | ----------- |
| Deutschland (GfK)              | 94          |
| Österreich (Ö3)                | 14          |
| Schweiz (IFPI)                 | 28          |
| Vereinigte Staaten (Billboard) | 71          |
| Vereinigtes Königreich (OCC)   | 7           |

| ChartsJahrescharts (2022)      | Platzierung |
| ------------------------------ | ----------- |
| Deutschland (GfK)              | 66          |
| Österreich (Ö3)                | 14          |
| Schweiz (IFPI)                 | 34          |
| Vereinigte Staaten (Billboard) | 95          |
| Vereinigtes Königreich (OCC)   | 12          |

| ChartsJahrescharts (2023)      | Platzierung |
| ------------------------------ | ----------- |
| Österreich (Ö3)                | 28          |
| Schweiz (IFPI)                 | 37          |
| Vereinigte Staaten (Billboard) | 106         |
| Vereinigtes Königreich (OCC)   | 26          |

| ChartsJahrescharts (2024)      | Platzierung |
| ------------------------------ | ----------- |
| Deutschland (GfK)              | 73          |
| Österreich (Ö3)                | 52          |
| Schweiz (IFPI)                 | 44          |
| Vereinigte Staaten (Billboard) | 188         |
| Vereinigtes Königreich (OCC)   | 37          |

### Auszeichnungen für Musikverkäufe
| Land/Region                  | Auszeichnungen für Musikverkäufe (Land/Region, Auszeichnung, Verkäufe) | Verkäufe   |
| ---------------------------- | ---------------------------------------------------------------------- | ---------- |
| Argentinien (CAPIF)          | Gold (Physisch) · + Platin (Digital)                                   | 30.000     |
| Australien (ARIA)            | 11× Platin                                                             | 770.000    |
| Belgien (BRMA)               | 3× Platin                                                              | 90.000     |
| Brasilien (PMB)              | Platin                                                                 | 40.000     |
| Chile (IFPI)                 | Gold                                                                   | 5.000      |
| Dänemark (IFPI)              | 13× Platin                                                             | 260.000    |
| Deutschland (BVMI)           | 5× Platin                                                              | 1.000.000  |
| Finnland (IFPI)              | 5× Platin                                                              | 100.000    |
| Frankreich (SNEP)            | Diamant                                                                | 500.000    |
| Indien (IMI)                 | 43× Platin                                                             | 1.290.000  |
| Italien (FIMI)               | 7× Platin                                                              | 350.000    |
| Japan (RIAJ)                 | Gold                                                                   | 100.000    |
| Kanada (MC)                  | Diamant                                                                | 800.000    |
| Mexiko (AMPROFON)            | 2× Platin                                                              | 120.000    |
| Neuseeland (RMNZ)            | 18× Platin                                                             | 270.000    |
| Niederlande (NVPI)           | 4× Platin                                                              | 160.000    |
| Österreich (IFPI)            | 7× Platin                                                              | 105.000    |
| Polen (ZPAV)                 | Diamant                                                                | 100.000    |
| Portugal (AFP)               | Platin                                                                 | 15.000     |
| Schweden (IFPI)              | 2× Platin                                                              | 80.000     |
| Schweiz (IFPI)               | 2× Platin                                                              | 40.000     |
| Singapur (RIAS)              | 7× Platin                                                              | 70.000     |
| Spanien (Promusicae)         | Platin                                                                 | 40.000     |
| Südafrika (RISA)             | Platin                                                                 | 30.000     |
| Ungarn (MAHASZ)              | 3× Platin                                                              | 6.000      |
| Vereinigte Staaten (RIAA)    | 5× Platin                                                              | 5.000.000  |
| Vereinigtes Königreich (BPI) | 14× Platin                                                             | 4.200.000  |
| Insgesamt                    | 3× Gold · 156× Platin · 3× Diamant ·                                   | 15.571.000 |

Hauptartikel: Ed Sheeran/Auszeichnungen für Musikverkäufe